# Inna (album)
Inna è il quarto ed eponimo album in studio della cantante rumena Inna, pubblicato il 27 ottobre 2015 nel mondo, mentre in Giappone viene pubblicato il 24 luglio 2015 con il titolo di Body and the Sun.

## Il disco
All'inizio verso i primi mesi del 2014 si parlò della pubblicazione di un presunto album in spagnolo di nome LatINNA, ma a giugno 2015 si rivelò che il quarto album è invece un disco eponimo, che contiene al contrario varie lingue, come inglese, francese, spagnolo, romeno e arabo.
Le promozioni iniziarono da aprile 2014 con la pubblicazione di vari singoli come Cola Song, Good Time e Diggy Down, in più nei mesi di agosto e settembre pubblicò i singoli promozionali estivi del disco: Take Me Higher, Low, Devil's Paradise, Tell Me, Body and the Sun e Summer Days, quest'ultimo non fu incluso nella tracklist finale, nel 2020 però la cantante sul suo sito "Soundcloud" rilascia una nuova versione del disco includendo tutti i brani bonus track compreso l'escluso all'inizio.
Nel 2015 dopo varie collaborazioni Inna pubblica uno spinnet di 6 canzoni (Bamboreea, Jungle, We Wanna, Rendez vous, Dance Avec Moi e Hola) e a luglio il quarto singolo Bop Bop e rivela la tracklist di Body And The Sun per il Giappone e di INNA per il mondo. Pubblica il primo a luglio 2015 e il secondo ad ottobre 2015, con il singolo promozionale richiesto dai fan Bamboreea. Nel disco, vengono cambiati i titoli di alcuni brani come "Jungle" in "Too Sexy" e "Hola" in "Heart Drop", la canzone We Wanna fu regalata alla cantante, non che collega ed amica di Inna, Alexandra Stan, che la pubblicó come singolo apripista del suo terzo album in studio Alesta, invece il brano Dance Avec Moi non viene pubblicato nel disco e neanche in rete. Dopodiché a novembre viene reso disponibile come quinto singolo Yalla, a febbraio 2016 pubblica Rendez vous come sesto singolo e Bad Boys come settimo ed ultimo singolo dal disco.

## Singoli
- Il primo singolo estratto dall'album è stato Cola Song, distribuito il 15 aprile 2014 e riesce a raggiungere un buon successo in tutto il mondo, soprattutto in Spagna vincendo il disco di platino. La canzone è in collaborazione con J Balvin.
- Il secondo singolo estratto è stato Good Time, pubblicato il 2 luglio 2014, in collaborazione con Pitbull. Il video musicale è uscito il 15 luglio 2014.
- Il terzo singolo pubblicato è Diggy Down, pubblicata a novembre 2014 con il video musicale. La canzone ottiene successo soprattutto in Romania, dove arriva subito alla prima posizione in classifica. Della canzone, pubblica una versione acustica con il pianoforte che inserirà nel nuovo disco ed anche un remix con la speciale collaborazione con il rapper Yandel.
- Il quarto singolo è Bop Bop, in collaborazione con Eric Turner e uscito nel luglio 2015 per promuovere l'uscita del disco in Giappone.
- Il quinto singolo estratto è Yalla, pubblicata a novembre 2015. Il testo del ritornello è cantato in lingua araba, e il video della canzone è stato registrato in Marocco.
- Il sesto singolo estratto ufficialmente il 4 febbraio 2016 è Rendez vous. Il video è stato registrato in Costa Rica.
- Il settimo ed ultimo singolo estratto dal disco è Bad Boys a cui è abbinato un video ufficiale registrato a Barcellona.

### Singoli promozionali
- Take Me Higher, pubblicato il 25 agosto 2014 su internet e YouTube con un "online video".
- Low, pubblicato il 1 settembre 2014 su internet.
- Devil's Paradise, pubblicato l'8 settembre 2014 su internet.
- Tell Me, pubblicato il 15 settembre 2014 su internet.
- Body and the Sun, pubblicato il 22 settembre 2014 su internet.
- Summer Days, pubblicato il 29 settembre 2014 su internet.
- Bamboreea, pubblicato il 27 ottobre 2015, stesso giorno dell'uscita del disco, compreso un "online video".

## Tracce
INNA Edition
1. Heart Drop
2. Bamboreea (feat. J Son)
3. Bad Boys
4. Too Sexy
5. Bop Bop (feat. Eric Turner)
6. Rendez vous
7. Yalla
8. Walking On The Sun
9. Fool Me
10. Body and the Sun
11. Salinas Skies
12. Devil's Paradise
13. Diggy Down (feat. Marian Hill)
14. Low
15. Tell Me
16. Diggy Down (Piano Extended)
17. Sun Goes Up
18. Summer In December (Morandi featuring INNA)
19. We Wanna (Alexandra Stan featuring INNA & Daddy Yankee (Bonus Track per Turchia e Polonia))

Body and the Sun Edition
1. Too Sexy
2. Bop Bop (feat. Eric Turner)
3. Rendez vous
4. Cola Song (feat. J Balvin)
5. Yalla
6. Walking On The Sun
7. Fool Me
8. Body and the Sun
9. Salinas Skies
10. Devil's Paradise
11. Diggy Down (feat. Marian Hill)
12. Low
13. Tell Me
14. Diggy Down (Piano Extended)
15. Sun Goes Up
16. Take Me Higher
17. Good Time (feat. Pitbull)
18. Summer In December (Morandi featuring INNA)
19. Take Me Higher (Embody Remix)

INNA 2020 Deluxe Edition
1. Heart Drop
2. Bamboreea (feat. J Son)
3. Bad Boys
4. Too Sexy
5. Bop Bop (feat. Eric Turner)
6. Rendez vous
7. Cola Song (feat. J Balvin)
8. Yalla
9. Walking On The Sun
10. Fool Me
11. Body and the Sun
12. Salinas Skies
13. Devil's Paradise
14. Diggy Down (feat. Marian Hill)
15. Low
16. Tell Me
17. Sun Goes Up
18. Take Me Higher
19. Good Time (Pitbull)
20. Summer In December (Morandi featuring INNA)
21. Summer Days
22. Diggy Down (Piano Extended)

## Date di pubblicazione
| Nazione  | Data            | Etichetta    |
| -------- | --------------- | ------------ |
| Giappone | 24 luglio 2015  | Warner Japan |
| Mondo    | 27 ottobre 2015 | Roton Music  |
| Turchia  | 4 novembre 2015 | Roton Music  |
| Polonia  | 22 gennaio 2016 | Roton Music  |
| Mondo    | 21 ottobre 2020 | Soundcloud   |